# 于洪涛
于洪涛（1967年10月—），男，汉族，山东海阳人，中华人民共和国政治人物。

## 生平
黑龙江省委党校经济管理专业研究生毕业，曾任中共七台河市委副书记、鸡西市人民政府市长、中共鸡西市委书记、2022年，当选为中共黑龙江省委常委，并兼任省党委秘书长。。2024年1月任中共黑龙江省委常委、哈尔滨市委书记。